# Aviation/Imperial (Metro de Los Ángeles)
Aviation/Imperial es una estación en la línea C del Metro de Los Ángeles y es administrada por la Autoridad de Transporte Metropolitano del Condado de Los Ángeles. La estación se encuentra localizada en la Aviation Boulevard en El Segundo, California.
El nombre original de esta estación era Aviation/I-105 y despues Aviation/LAX.

## Bus connections

### Metro bus
- Metro Local: 120, 625

### Otros autobuses locales
- Beach Cities Transit: 109
- Culver City Transit: 6, Rapid 6
- Santa Monica Transit: 3, Rapid 3
- Municipal Area Express: 2, 3, 3X